# Erich Krems

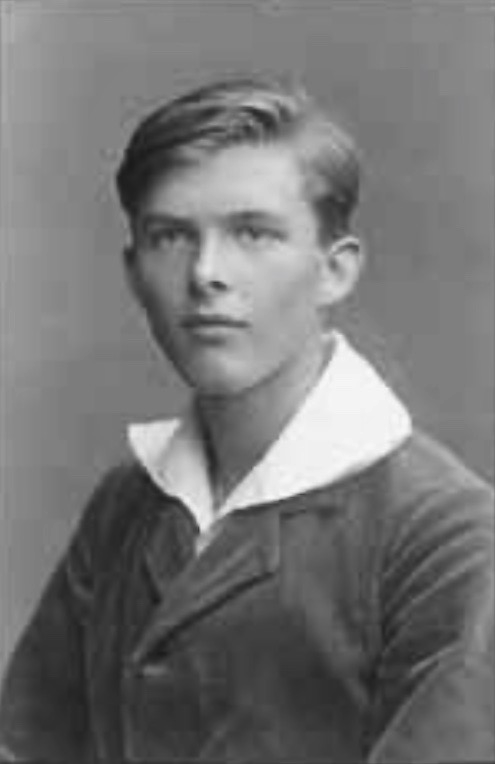
Erich Krems, um 1913

Wilhelm August Kurt Erich Krems (* 27. Mai 1897 in Magdeburg; † 10. März 1916 bei Verdun, Frankreich) war ein deutscher Schüler, der dem „Wandervogel“ innerhalb der Jugendbewegung (Bündische Jugend) angehörte. Er geriet durch seine sehr enge Freundschaft mit dem jüngsten Sohn der Bildhauerin Käthe Kollwitz und seinem Kontakt zu Walter Benjamin, Gustav Wyneken und weiteren zu einer Figur der Zeitgeschichte, die im Tagebuch der Künstlerin und deshalb auch in wissenschaftlicher Sekundärliteratur, in Lexika, der Presse und einer verfilmten Geschichtsdokumentation behandelt wurde. Er wurde in einem bekannten Werk der Künstlerin zusammen mit deren zweitem Sohn abgebildet.

## Fragmentarische Überlieferungen
Krems wurde in Magdeburg geboren und wuchs in Berlin auf. Zuletzt lebte er in der Merseburger Straße 12 in Berlin-Schöneberg. Sein Vater, der Konsistorialrat Wilhelm Louis August Kurt Krems, starb bereits 1901. Erich Krems gehörte der „Wandervogel“-Bewegung an, zusammen mit Walter Benjamin, Hans Blüher, Ernst Joëll, Fritz Klatt, den Brüdern Hans und Walter Koch, Hans Kollwitz, Alfred Kurella und Alexander Rüstow auch dem so genannten Westender Kreis, der den linken Flügel der bürgerlichen Jugendbewegung zusammenführte. Klatt war wahrscheinlich der geistige und publizistische Motor dieses Bundes.

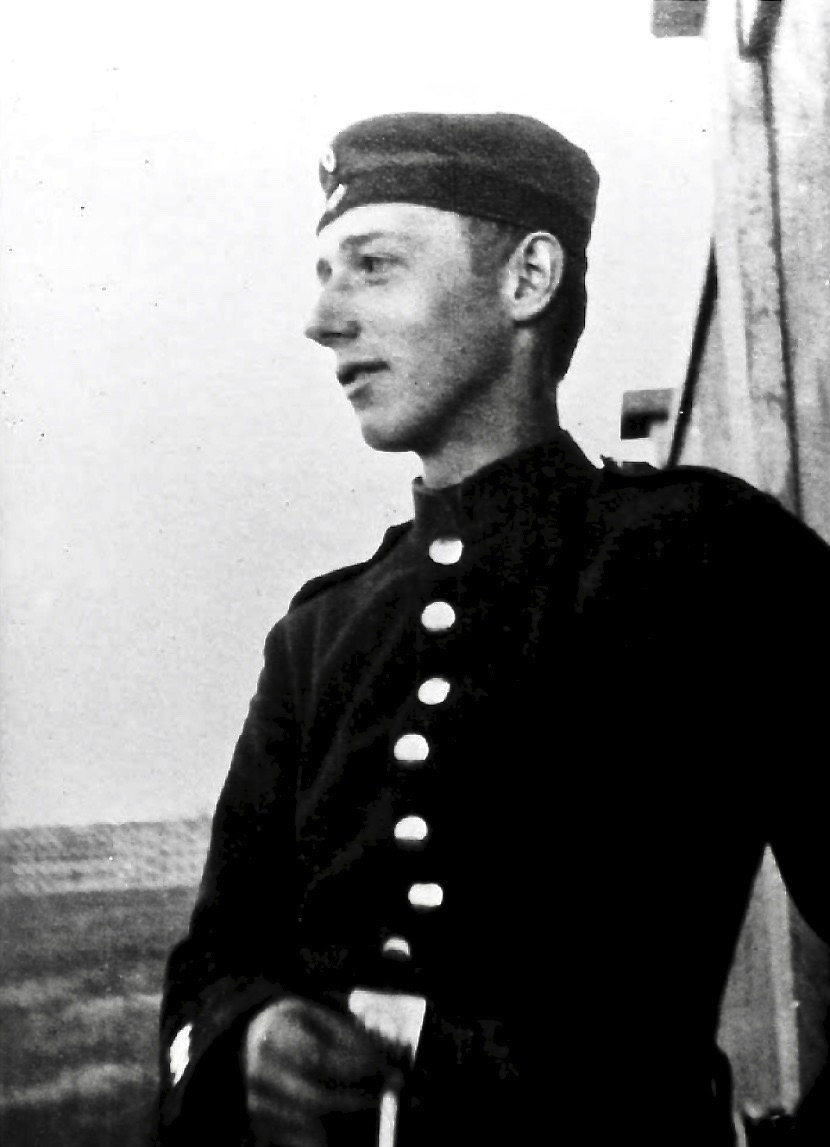
Peter Kollwitz, 1914

Krems war sehr eng mit Peter Kollwitz befreundet, dem Sohn der Bildhauerin Käthe Kollwitz, die sich intensiv mit den Freunden ihres Sohnes befasste. Von der Persönlichkeit und dem Charakter von Erich Krems zeigte sie sich sehr beeindruckt.
Erich Krems wurde Protagonist der Jugendzeitschrift Der Anfang. Hans Kollwitz wurde Verfasser, Peter Kollwitz trug eigene Zeichnungen und weitere Texte bei, zwei Kollwitz-Cousinen arbeiteten ebenfalls zeichnerisch zu, deren „Ziehbruder“ Georg Gretor verfasste Artikel und fungierte als Herausgeber. Zunächst hektographiert, erschien Der Anfang ab 1911 gedruckt. Georg Gretor publizierte unter Pseudonym als Georges Barbizon, nach seiner Heimatstadt Barbizon bei Paris. Als Autoren waren nun auch die jugendbewegten Walter Benjamin, Siegfried Bernfeld und der ebenso skandalträchtige wie äußerst streitbare Gustav Wyneken dabei, letzterer als Schriftleiter. In Bayern wurde Der Anfang an allen Schulen verboten.
Während Peter Kollwitz die Schule Ostern 1912 verließ, blieb der zwei Jahre jüngere Erich Krems bis zu den Sommerferien 1914 in dem reformpädagogischen Internat der Freien Schulgemeinde in Wickersdorf bei Saalfeld im Thüringer Wald. Dort war er einer der Lieblingsschüler des dem „pädagogischen Eros“ frönenden Gustav Wyneken, der um Erichs Freundschaft geradezu buhlte. Wyneken war zwar 1910 entlassen worden, beeinflusste das Landerziehungsheim jedoch weiterhin stark. Von seinen Schülern forderte Wyneken verpflichtend die Anerkennung seiner Entscheidungsgewalt und somit seines persönlichen Machtanspruchs, den Austritt aus der Kirche, Alkohol-Abstinenz sowie eine Übergabe ihrer Besitztümer an die Gemeinschaft. Sein ursprüngliches Ziel war die Schaffung eines „Ordens edler Knaben und Jünglinge“, in dem eine Auslese der Besten erfolgen würde, um auf diese Weise eine neue kulturelle Ära herbeizuführen.
Am 11. und 12. Oktober 1913 nahmen alle der zu dieser Zeit rund einhundert Schüler und die Lehrer des Internats am Freideutschen Jugendtag auf dem Hohen Meißner teil, bei dem sowohl Schulleiter Martin Luserke als auch Wyneken ihre Reden vor rund zweitausend Zuhörern hielten, darunter auch Walter Benjamin, Selig Bernfeld, Eugen Diederichs, Adolf Grimme, Julius Groß, Ludwig Gurlitt, Fritz Helling, Ludwig Klages, Enno Narten, Herman Nohl und Bernhard Uffrecht. Dieser Jugendtag hatte eine emanzipierende Funktion und Wirkung. Er war für die Beteiligten ebenso wie für die Kritiker eine empfundene Rebellion gegen die zur selben Zeit stattfindenden offiziellen chauvinistischen Jubelfestveranstaltungen zum 100. Jahrestag der Völkerschlacht bei Leipzig gegen Napoleon Bonaparte an dem am 18. Oktober 1913 eingeweihten Völkerschlachtdenkmal und zum 25. Thronjubiläum von Kaiser Wilhelm II. Wyneken warnte vor einem Krieg: „Wenn ich die leuchtenden Täler unseres Vaterlandes hier vor unseren Füßen ausgebreitet sehe, so kann ich nicht anders als wünschen: Möge nie der Tag erscheinen, wo des Krieges Horden sie durchtoben. Und möge auch nie der Tag erscheinen, wo wir gezwungen sind, den Krieg in die Täler eines fremden Volkes zu tragen“. Er rief die von ihm als „Krieger des Lichts“ apostrophierte deutsche Jugend jedoch auch deutlich patriotisch auf: „Rettet euch Deutschland, denn die Welt hat Deutschland nötig; rettet es als die blänkste und schärfste Waffe des Weltgeistes“.
Erich, Julius Hoyer, Hans Koch, Peter Kollwitz, Gottfried Laessig und Richard Noll hatten einen Freundschafts- und Liebesbund gebildet, der dazu diente, ein enges Gemeinschaftsgefühl entwickeln zu können. Zumindest Peter Kollwitz hatte sich innerlich stets einsam gefühlt und schon als Kind nicht allein spielen wollen. Seine Freunde begannen teilweise, dessen Mutter Käthe mit „Mutter“ anzusprechen, ein Ausdruck des engen Verhältnisses, das gepflegt wurde. Die Sonnenwende im Juni 1914 feierten Erich, Hans Koch, Peter Kollwitz und Richard Noll mit Blumenkränzen im Haar am Seeufer von Rauchfangswerder bei Köpenick.
In den Sommerferien 1914 fuhren diese vier engen Freunde mit dem Schiff zum Wandern nach Norwegen, wo sie von der Kriegserklärung von Österreich-Ungarn an das Königreich Serbien und der sich anschließenden des Deutschen Kaiserreiches erfuhren. Dort fassten sie den Plan, als Kriegsfreiwillige in den Ersten Weltkrieg zu ziehen, und brachen ihren Urlaub sofort ab.

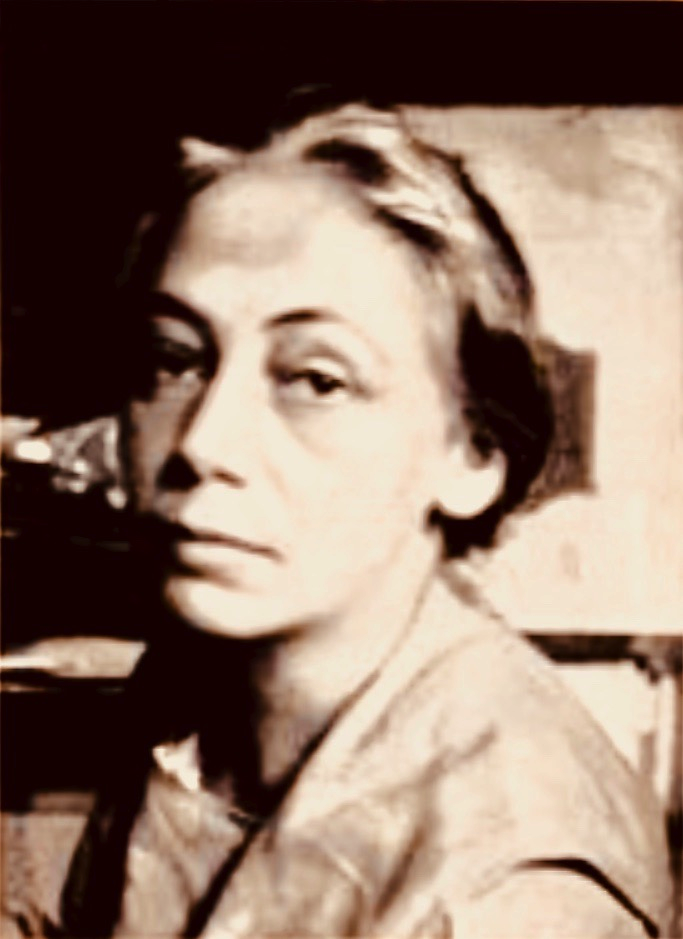
Käthe Kollwitz, 1913

Käthe Kollwitz, deren Söhne Hans (1892–1971) und Peter die Jugendbewegung als „sehr bedeutsam“ einschätzten, schrieb im Frühjahr 1914 in ihr Tagebuch, es entstehe offenbar „aus der Jugend selbst eine Bewegung“, die mit starkem Pathos daherkommend, eine „Neugeburt der deutschen Jugend“ anstrebe. Damit gab sie eine einfühlsame Charakteristik der Zeitatmosphäre, die treffend mit dem Stichwort „vagierende Religiosität“ umrissen werden kann, als eine im weitesten Sinn religiös motivierte Suche nach Sinnangeboten. Käthe Kollwitz beobachtete in der Altersgruppe ihrer Kinder ausgeprägte idealistische Neigungen, einen Hang hin zum Visionär-Prophetischen und eine ausgesprochene Empfänglichkeit für gefühlvoll-pathetische Aufbruchsformeln. Sie schwärmte von Erich Krems: „Noch ganz der unverdünnte herrliche Idealismus der ersten Wochen. Mit einem Wiederkommen rechnet er nicht, will er kaum, dann wäre die Gabe verkürzt. Opfer kann man das kaum nennen, ein Opfer setzt Überwindung voraus. Dies ist eben ein strahlendes stolzes Darbieten des Lebens“. Sie war entschlossen, dieser Jugend in die Zukunft zu folgen.
Der Vater von Hans Koch war ein hoher Beamter im Preußischen Kriegsministerium, möglicherweise der Wirkliche Geheime Admiralitätsrat Paul F. H. Koch aus Groß-Lichterfelde, der seine Beziehungen spielen lassen musste, um die Freunde nicht nur überhaupt in einem Regiment unterzubringen, sondern auch noch im selben, denn es gab zu dieser Zeit mehr als genug Freiwillige.

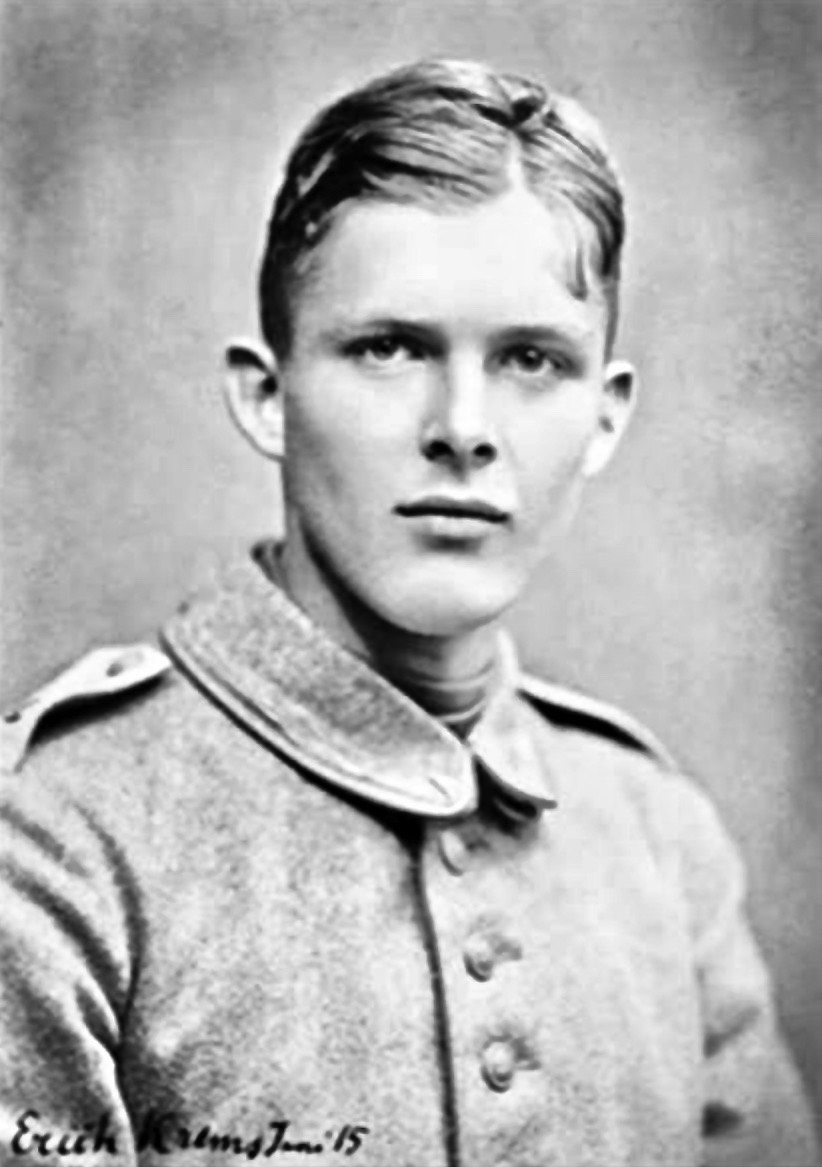
Erich Krems, Juni 1915

Aus der Zeit des Krieges sind die Briefe von Erich Krems an Gustav Wyneken erhalten. Die Nachricht von Peter Kollwitz’ Tod während der Ersten Flandernschlacht in einem belgischen Chausseegraben in der Nacht vom 22. auf den 23. Oktober 1914 gab Erich per Feldpostbrief an seinen verehrten Lehrer Gustav Wyneken weiter. Erich schrieb: „Glaub bloß keine von den üblichen Redensarten von dem »vorzüglichen Geist in unserem Heer«. Es gibt nichts, was der Soldat draußen mehr wünscht, als den Frieden… Das Gefühl ist allgemein: Welch sinnloses, fürchterliches Ding der Krieg ist! Wie ihn keiner gewollt, nicht der Belgier, der auf mich zielt, nicht der Engländer, auf den ich anlege“.
Käthe Kollwitz bemühte sich nach dem Kriegstod ihres Sohnes Peter noch intensiver um Hans Koch, Erich Krems und Richard Noll, seine Regimentskameraden, die in den letzten Lebenstagen und -stunden ihres Sohnes in dessen Nähe waren und Kontakt mit ihm hatten. Sie schrieb ihnen Briefe, lud sie zu sich ein und stand ihnen bei.

„Berlin, den 4. Januar 1915. Lieber Erich Krems! […] Vor nun sechs Wochen brachte uns Walter Koch die erste Nachricht. Dann waren wir bei Hans Koch im Lazarett, und er sagte uns das Nähere. Ihr Brief berichtete uns das auch, und was in Hans Kochs Bericht nicht drin war, war in Ihrem Brief, die Liebe und der Schmerz um Peter. Ich habe Sie lieb, Krems, weil Sie Peter lieben und er Sie liebte. Sie haben den Freund verloren. In unser Leben ist ein Riß gekommen, der nie wieder heil wird. Soll auch nicht. Ein Kind zu gebären und groß zu ziehen und nach achtzehn köstlichen Jahren zu sehen, wie alle Anlagen sich entfalten, wie reich der Baum Frucht tragen will – und dann aus. Ich habe eine Arbeit im Sinn, Peter zu Ehren. Das ist ein Ziel. Sie schreiben, Sie halten Peter die Treue. Sie tun es, ich weiß es. Hier haben Sie ein Bild, das Regula Stern [eine Nichte von Käthe Kollwitz] damals aufnahm. Auf Wiedersehen, Erich Krems.“

Schon im Frühjahr 1915 waren die Jungen desillusioniert und ernüchtert; aus der anfänglichen patriotischen Überzeugung und Opferbereitschaft war eine Pflicht geworden. Der Bericht von Erich Krems ging ihr sehr nah: der Junge teilte ihren Schmerz; er empfand den Verlust selbst. Bei jedem Fronturlaub kam er in die Weißenburger Straße, in der Kollwitz wohnte. Käthe Kollwitz schrieb in ihr Tagebuch: „Heute Abend war Krems da. Bevor er ging, war er bei Peter drüben [in dessen Zimmer]. Er hat ihm 4 wunderschöne Rosen auf sein Bett gelegt. Wie er aus seiner Stube kam glänzte sein Gesicht voll freudiger Liebe“. Sie empfand mütterliche Gefühle für Erich Krems, der sie in seinem Idealismus, seiner Leidenschaft und Ungeduld und der Schlichtheit seines Dienens an ihren gefallenen Sohn erinnerte: „Er suchte nichts, er gab sich nur und ohne alle Worte“. Sie hoffte auf sein Überleben.
Erich Krems fiel in der Schlacht um Verdun als Leutnant der Reserve des Reserve-Infanterie-Regiments Nr. 23, das der 12. Infanterie-Division unterstand. Der einzige der Gruppe, der den Krieg überlebte, war Hans Koch. Er war im Sommer 1915 so schwer verwundet worden, dass er aus dem militärischen Dienst entlassen wurde. Käthe Kollwitz trauerte um Erich Krems; er war ihr von Peters Freunden der liebste gewesen.

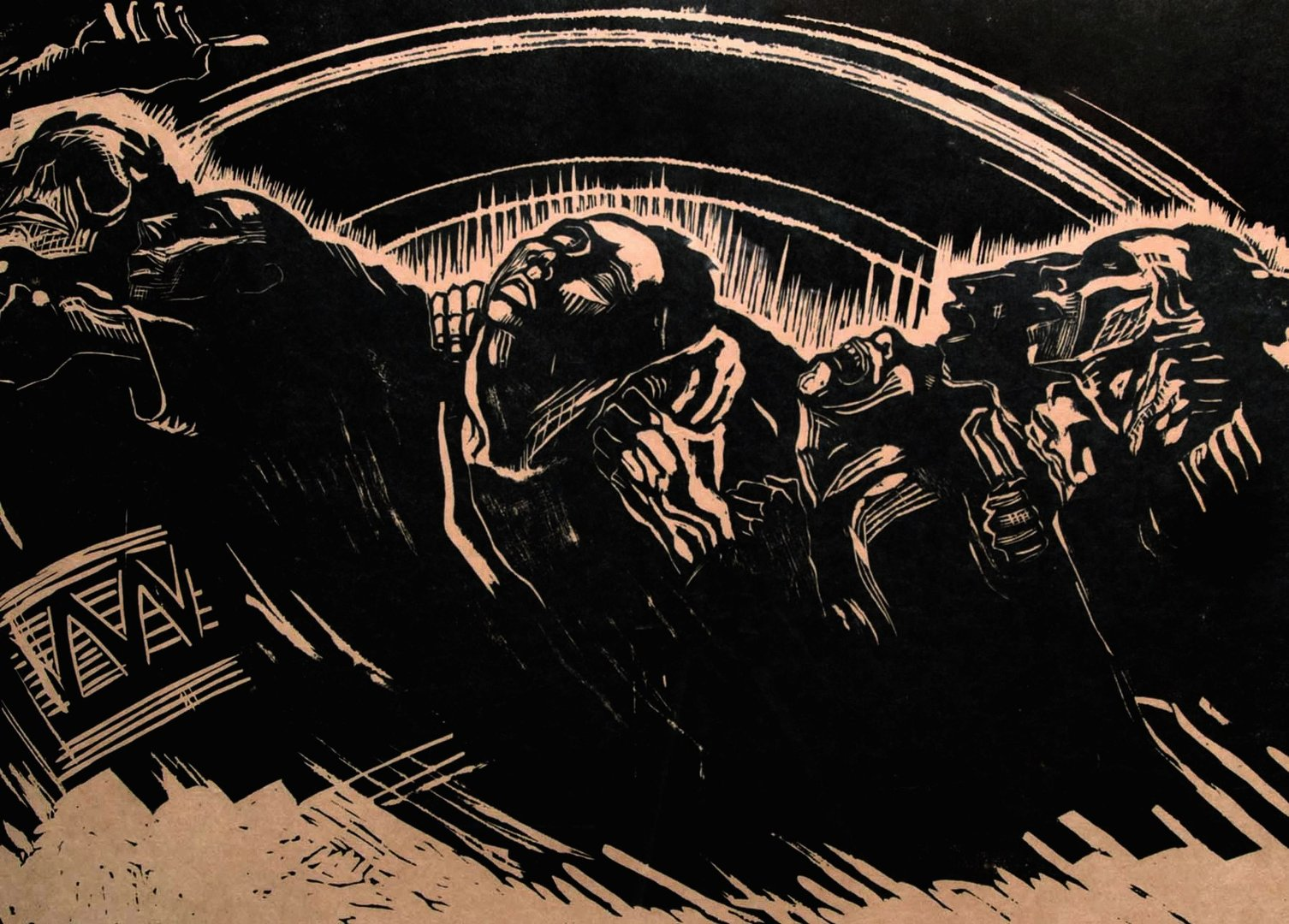
Holzschnitt Die Freiwilligen, im Rahmen des Zyklus Der Krieg von Käthe Kollwitz, 1922/23 – von links: der Tod, Peter Kollwitz, Erich Krems (3. von links), 1 Figur nicht identifiziert, Walter Meier, Julius Hoyer

Käthe Kollwitz erwähnte Erich Krems am 11. Oktober 1916 in ihrem Tagebuch: „Peter, Erich, Richard, alle stellten ihr Leben unter die Idee der Vaterlandsliebe. Dasselbe taten die englischen, die russischen, die französischen Jünglinge. […] Ist also die Jugend in all diesen Ländern betrogen worden? Hat man ihre Fähigkeit zur Hingabe benutzt, um den Krieg zustande zu bringen? […] Ist es ein Massenwahnsinn gewesen? Und wann und wie wird das Aufwachen sein.“
Im Jahr 1920 fertigte Käthe Kollwitz im Rahmen ihrer Holzschnitt-Folge „Krieg“ das Werk „Die Freiwilligen“, das diese abbildet, wie sie quasi in Trance dem trommelnden Tod folgen. Dabei wird sie die Freundesgruppe um ihren Sohn Peter plastisch vor Augen gehabt haben. Käthe Kollwitz identifizierte die Personen auf diesem Holzschnitt durch Initiale auf einer Zweitausfertigung als ihren gefallenen Sohn Peter Kollwitz (2. von links), Erich Krems (3. von links), Walter Meier (2. von rechts) und Julius Hoyer (ganz rechts). Die als Dritte von rechts abgebildete nicht identifizierte Figur könnte Richard Noll (wahrscheinlich) oder Gottfried Laessig darstellen. Die Figuren reihte Käthe Kollwitz chronologisch nach deren Todesdatum von links nach rechts auf.
Über Erich Krems ist ein Video im Online-Angebot der Deutschen Welle sowie bei YouTube abrufbar. Sein Porträt als Soldat wurde in der Themen-Grafik des Senders dargestellt.

## Video
- Erich Krems, Deutsche Welle (6:00 Min.)
- 1914: Jung und naiv an die Front. Mit 17… Das Jahrhundert der Jugend, YouTube (6:06 Min.)